# 石井寛子 (競輪選手)
石井 寛子（いしい ひろこ、1986年1月9日 - ）は、女子競輪選手。日本競輪学校（当時。以下、競輪学校）第104期生。日本競輪選手会東京支部所属。ホームバンクは京王閣競輪場。
妹の石井貴子も競輪選手で、競輪学校でも同期生であった。

## 来歴
埼玉県春日部市出身。埼玉県立杉戸農業高等学校に入学直後、同校自転車部の勧誘により入部したことをきっかけに選手生活をスタート。
2003年に山梨県境川自転車競技場で行なわれたJOCジュニアオリンピックカップのスプリントで2位に入った。
高校卒業後、明治大学文学部に進学。大学在学中の2007年、ACCトラックアジアカップ（いわき平競輪場）・ケイリンで優勝。全日本大学対抗自転車競技選手権では3km個追抜競走とポイントレースで優勝する。
社会人1年目となる2008年、6月に行われた全日本自転車競技選手権大会（前橋競輪場）のポイントレースで優勝。同年7月から9月まで開催されたエキシビションイベントであるガールズケイリン「サマービーナスシリーズ」では、3戦中2戦で優勝。
2009年、1月から3月まで開催された、エキシビションのガールズケイリン「2009 Venus series」でも6戦中5戦で優勝し、同イベントでは通算9戦中7戦で優勝するという、圧倒的な強さを見せた。第29回アジア自転車競技選手権大会では、ケイリン2位。ポイントレースとチームスプリント（和田見里美とのペア）では3位に入った。
2010年、エキシビションのガールズケイリンにて6戦中3戦で優勝。また、全日本自転車競技選手権大会ポイントレースで優勝。
2011年、全日本自転車競技選手権大会では、いずれも新種目となったチームスプリント（前田佳代乃とのペア）、ケイリンで優勝し、初代優勝者として名を刻んだ。12月16日、妹の貴子とともに競輪学校の第104回（女子第2回、技能）入学試験に合格。
2012年、全日本自転車競技選手権大会で、前田佳代乃と組んだチームスプリントで優勝し、コンビとしても連覇達成。トラックワールドカップ・カリ大会では、前田佳代乃とのコンビで2位。
2013年、3月27日に行われた競輪学校卒業記念レースで、オール1着の完全優勝。競輪学校時代の在校競走成績は57戦52勝で第1位であった。4月10日、日本競輪選手会東京支部の競輪選手として登録され、5月10日の京王閣競輪場でのデビュー戦で初勝利を挙げた。翌11日も勝利して迎えた5月12日の決勝でも圧勝し、デビュー場所で完全優勝を果たした。6月2日、平塚での決勝で、ガールズケイリン史上初のデビュー9戦無敗を記録。9月15日、『ガールズケイリンコレクション2013京王閣ステージ』にてファン投票2位で選抜され、ガールズケイリンコレクション初出場初優勝を果たす。これで、当節を含め8場所連続優勝となった。12月28日のガールズグランプリでは同期の梶田舞、山原さくらとともに史上最速（102期を除く）となるデビュー7か月でグランプリ初出場を果たし、以降、2022年まででデビュー年以来10年連続出場を果たしている（継続中）。
2014年、3月22日に行われたガールズケイリンコレクション名古屋ステージで優勝し、コレクション連覇を果たす。5月1日、静岡競輪場で通算100勝を達成。
2017年、8月12日に行われたガールケイリンコレクションいわき平ステージのアルテミス賞レースで優勝。12月28日に行われたガールズグランプリで、5回目の出場で初優勝。そして同年は2263万1000円の賞金を獲得、初の年間賞金女王ともなった。
2018年、7月16日に行われたガールズケイリンフェスティバル（松戸）で優勝。これにより、グランプリ、コレクションと合わせてガールズケイリン特別競走のうち優勝賞金が200万円以上のビッグレースを全て制覇。年間通しても安定した成績を残し、獲得賞金額1580万円は児玉碧衣に次ぐ2位であった。
2019年、2月17日の小倉2レース出の1着で奥井迪に次いでガールズケイリン2人目となる通算300勝を達成（405戦目での達成。勝率.741）。登録日から5年10ヶ月7日（登録日を含まない）での達成であった。ガールズケイリンでは登録日から7年以内に通算300勝を達成すれば表彰対象とするという規程があり、3月6日に京王閣競輪場にて表彰式が執り行われた。8月17日、ガールズケイリンコレクション名古屋ステージ・ガールズドリームレースで児玉碧衣の番手から差し切って優勝、コレクションは4度目の制覇となった。8月25日、松阪（FII）決勝で2着となって、ガールズケイリン史上初の通算取得賞金1億円を達成した。
2020年、6月21日のいわき平FIIにてガールズケイリンでは史上初となる通算100回目の優勝を達成。
2021年、2月4日の西武園7レースで1着となり、ガールズケイリン初の通算400勝を達成。デビューから553戦目、7年8か月26日目での達成であった。5月5日の福井FIIで優勝し、ガールズケイリンでは初となる全場制覇（優勝）を達成。この時点で自身に全く配分のなかった旧千葉、達成時点ではガールズケイリンの開催実績がなかった小田原、小松島を除く全国40の競輪場全てで優勝を果たした（熊本でも震災による休止前に優勝経験がある）。最後に残った福井で、2回目の配分である達成した。5月22日の川崎FII（ミッドナイト）2日目第2レースにて勝利し、24連勝を達成。梶田舞と児玉碧衣が持つガールズケイリン最多連勝記録に並んだ（当時）が、翌23日第8レースの決勝戦では2着となり、記録更新はならなかった。7月18日、ガールズケイリンフェスティバル（函館）で2年ぶりのタイトル獲得、またフェスティバルは3年ぶり2度目の制覇となった。12月4日、別府FI（ナイター）で優勝し2021年は24度目の優勝となり、それまで小林優香とタイであった年間優勝記録23を更新すると同時に、ガールズケイリンでは初めてとなる、ガールズグランプリまでに年間獲得賞金額を2,000万円に乗せた（過去、年間2,000万円以上を獲得した選手はいずれもガールズグランプリ覇者のみ）。
2022年、3月21日に行われたガールズケイリンコレクション宇都宮ステージで1着となり、3年ぶり5回目のコレクション優勝を果たす。6月7日、自身初めてのあっせんとなった小田原競輪場でのFII2日目第7レースで1着となり、ガールズケイリン初の通算500勝を達成（登録日から9年1か月28日での達成）。さらに翌8日の決勝戦で1着となり優勝し、再びガールズケイリン開催全41場制覇（優勝）を達成した。ただ、年末のガールズグランプリでは児玉碧衣、佐藤水菜を落車させたことで、デビューして10年目、713戦目で初の失格となった。
2023年も順調に勝ち星を積み重ね、8月16日のガールズケイリンコレクション西武園ステージにはファン投票8位でアルテミス賞に出場、同大会6回目の優勝を果たす。ただ、同年から新設されたGI大会であるパールカップ、オールガールズクラシックではタイトルを獲れず、同年最後のGIであった競輪祭女子王座戦でも準決勝敗退し賞金を上積みできなかったため坂口楓華に逆転され、同年のガールズグランプリは補欠となりガールズグランプリ連続出場記録は10で途絶えた。
2024年1月26日、岐阜競輪場で行われたFI2日目第6レースで勝利し、ガールズケイリン史上初となる通算600勝を12連勝で達成。9月8日、初めてあっせんされた小松島開催にて優勝し、ガールズケイリン選手として初めて、通常の競輪を実施する競輪場42場全てでの優勝を果たした。さらに9月24日、400mバンクに改修された熊本競輪場でも優勝し、全42場の現行周長のバンクでの優勝を果たした。同年は獲得賞金額上位により、選考順位7位で2年ぶりに年末のガールズグランプリに出場。同レースではスタートから最後方で構え、前走する坂口楓華の仕掛けに乗って前段に立つと、最後の直線で坂口を差し、圧倒的人気であった佐藤水菜の追い込みも凌ぎ、7年ぶり2度目となるガールズグランプリ優勝。また、優勝賞金1430万円（副賞込み）を加え年間獲得賞金額を3564万4000円とし、2度目の賞金女王、ガールズケイリン2人目の年間3000万円突破かつ年間獲得賞金額新記録となった。

## 主な獲得タイトルと記録
- 2013年 - ガールズケイリンコレクション京王閣ステージ（9月）
- 2014年 - ガールズケイリンコレクション名古屋ステージ（3月）
- 2017年 - ガールズケイリンコレクションいわき平ステージ・アルテミス賞（8月）、ガールズグランプリ2017（平塚競輪場）
- 2018年 - ガールズケイリンフェスティバル（松戸競輪場）
- 2019年 - ガールズケイリンコレクション名古屋ステージ・ガールズドリームレース（8月）
- 2021年 - ガールズケイリンフェスティバル（函館競輪場）
- 2022年 - ガールズケイリンコレクション宇都宮ステージ（3月）
- 2023年 - ガールズケイリンコレクション西武園ステージ・アルテミス賞（8月）
- 2024年 - ガールズグランプリ2024（静岡競輪場）
- 年間賞金女王2回 - 2017年、2024年
- ガールズケイリン年間最多獲得賞金額 - 3564万4000円（2024年）
- 通算300勝達成 - 2019年2月17日、小倉FII2日目第2レース（ガールズ史上2人目。表彰対象）
- 通算取得賞金1億円達成 - 2019年8月25日、松阪FII決勝戦（ガールズ史上初）
- 通算100回優勝 - 2020年6月21日、いわき平FII（ガールズ史上初）
- 通算400勝達成 - 2021年2月4日、西武園FI初日第7レース（ガールズ史上初）
- 通算500勝達成 - 2022年6月7日、小田原FII2日目第7レース（ガールズ史上初。表彰対象）
- 通算600勝達成 - 2024年1月26日、岐阜FI2日目第6レース（ガールズ史上初）
- ガールズケイリン全場制覇（42か所※自身に配分のなかった旧千葉、ガールズケイリン開催実績のないTIPSTAR DOME CHIBAを除く。ガールズ史上初）
- ガールズケイリン連勝記録 - 24連勝（2021年3月19日 - 5月22日）※同年に児玉碧衣が25連勝し更新
- ガールズケイリン年間優勝記録 - 24（2021年）

## 備考
- ガールズケイリンにはエキシビションの時代から参戦していたが、当初は2012年のロンドンオリンピック出場を目指していたこともあり、ガールズケイリン1期生となる競輪学校102期生の入学試験は受験しなかった。そのため、競輪学校の104期の受験が最初である[30]。
- 妹の貴子は朝倉佳弘（90期）が師匠だが、自身にはデビュー前から師匠はいない。その一方、ガールズケイリン選手では梶田舞に次いで二人目となる弟子持ちとなった（弟子は岡本二菜）。デビュー前から面倒を見てプロ選手にさせたという観点から言えば、ガールズケイリン選手としては初の弟子持ちである。ただし、岡本とはのちに師弟関係は解消している。
- 2012年7月29日に滋賀県の琵琶湖で開催された第35回鳥人間コンテスト選手権大会・人力プロペラ機ディスタンス部門において、脚力の強さを買われ、競輪学校の同期である明珍裕子とともに「芝浦工大+ガールズケイリン」（同部門常連の芝浦工大との合同チーム）のパイロットに抜擢された。明珍とともに2人乗り人力飛行機に搭乗し、初出場ながら840.90mの飛行（同大会・同部門3位）を成功させた[31]。